# ناحیه ون بورن، شهرستان شلبای، ایندیانا
ناحیه ون بورن، شهرستان شلبای، ایندیانا (به انگلیسی: Van Buren Township, Shelby County, Indiana) یک سکونتگاه مسکونی در ایالات متحده آمریکا است که در شهرستان شل‌بای، ایندیانا واقع شده‌است.

## خصوصیات
ناحیه ون بورن ۱٬۴۸۰ نفر جمعیت دارد و ۲۵۵ متر بالاتر از سطح دریا واقع شده‌است.